# Sajótiba
Sajótiba (szlovákul: Tiba) Lekenye településrésze, korábban önálló község Szlovákiában, a Kassai kerület Rozsnyói járásában.

## Fekvése
Rozsnyótól 20 km-re, délnyugatra fekszik.

## Története
A 15. századtól a Sztáray család birtoka.
A 18. század végén Vályi András így ír róla: „TIBA. Magyar falu Gömör Várm. földes Ura Pletrich Uraság, lakosai többfélék, fekszik Csoltóhoz közel, és annak filiája; földgye meglehetős, piatza közel, fája van, mész, és szénégetésből hasznok van, legelője kevés, malma közel."
A 19. század közepén Fényes Elek eképpen írja le: „Tiba, magyar falu, Gömör vgyében, Lekenye és Csoltó helységekkel határos, a Rosnyótól lejövő országuthoz negyed órányira, hegy alatt fekszik. Van benne Palkovics Ferencz nőnek csinos uri laka s kertje. A lakosok száma 355 megy. A közbirtok áll 3 urbéri és 2 majorsági telekből, van 3 zsellér és 162 hold erdő; szántófölde mindent megterem, rétje jó s elegendő takarmányt szolgáltat; legelője elegendő. Az egész helységet Palkovics Ferencnő asszony birja. Ut. p. Tornalja."
Borovszky monográfiasorozatának Gömör-Kishont vármegyét tárgyaló része szerint: „Tiba, sajóvölgyi magyar kisközség, 24 házzal és 144 ág. ev. h. vallású lakossal. E község 1475-ben már a mai nevén szerepel. Hajdan a Várnay vagy Sztárnay család volt a földesura, de azután a Pletrich család tulajdonába ment át. Később a Palkovics család lett a birtokosa, a mely itt kastélyt is építtetett; ez jelenleg Farkas Zoltánnéé. A községben nincs templom. Postája, távírója és vasúti állomása Horka."
1910-ben 108, túlnyomórészt magyar lakosa volt. 1920-ig Gömör-Kishont vármegye Tornaljai járásához tartozott. 1938 és 1945 között ismét Magyarország része.

## Híres emberek
Itt született 1931-ben Takács András néptáncgyűjtő, koreográfus.

## Külső hivatkozások
- Sajótiba Szlovákia térképén